# Parlamentsinformationsgesetz
Parlamentsinformationsgesetze (PIG) bzw. Landtagsinformationsgesetze (LIG) sind Gesetze, die die Informationspflichten der Landesregierung gegenüber dem Landtag zum Gegenstand haben.
So soll beispielsweise die Landesregierung den Landtag frühzeitig über Gesetzesentwürfe, Landesplanung oder Großvorhaben sowie über bedeutsame Staatsverträge, Verwaltungsabkommen, Vorbereitung von Rechtsverordnungen und Verwaltungsvorschriften, über die Mitwirkung im Bundesrat, Zusammenarbeit mit dem Bund, den Ländern, anderen Staaten und internationalen Einrichtungen sowie den Angelegenheiten der Europäischen Union und deren Organen informieren.
Parlamentsinformationsgesetze existieren etwa in den Bundesländern Bayern, und Sachsen-Anhalt, wo das Gesetz Landtagsinformationsgesetz genannt wurde, und in Schleswig-Holstein.

## Kritik
Gegen die Parlamentsinformationsgesetze wird teilweise eingewandt, dass sie als Parlamentsgesetz unterhalb des Ranges der Landesverfassung verfassungswidrig materielles Landesverfassungsrecht modifizieren würden und insbesondere teilweise nicht abschließende Aufzählungen von Informationspflichten der Landesregierung gegenüber dem Parlament durch eine zwar erweiterte, aber abschließende Liste begrenzen würden.